# عجز ميزانية الحكومة

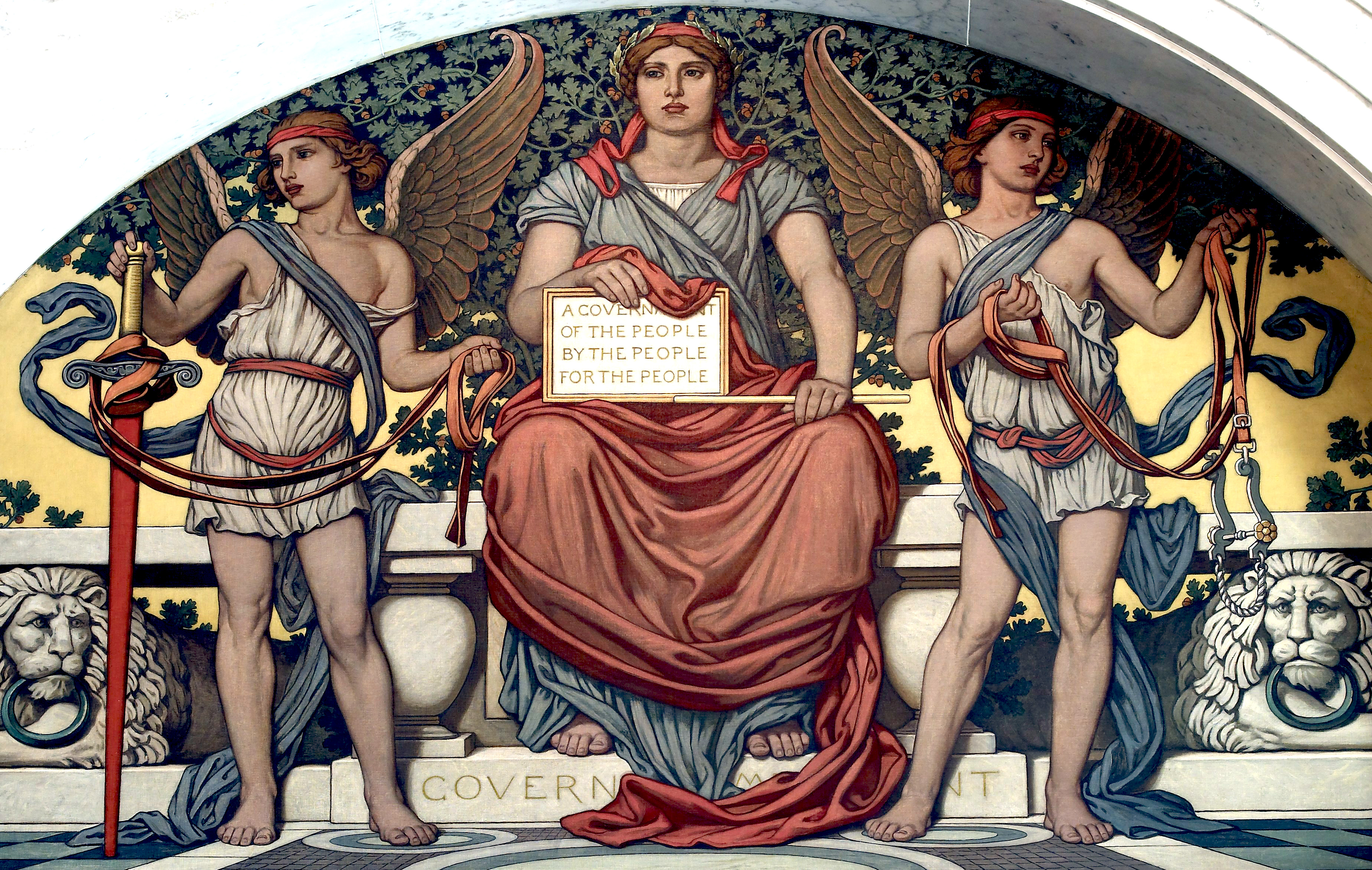

عجز ميزانية الحكومة هو المبلغ المقدر من العائدات الحكومية والذي لا يرقى إلى المقدر من الإنفاق الحكومي.
إذا كانت الحكومة تعاني من عجز إيجابي في الميزانية، ويقال أيضا أنها تحقق فائضا في الميزانية السلبية (وبالعكس، وجود فائض في الميزانية الإيجابي هو عجز الموازنة سلبية).

## عجز الإنفاق
وفقا لبعض الاقتصاديين، وخلال فترات الركود الاقتصادي، لا يمكن للحكومة تحفيز الاقتصاد عن طريق تشغيل العجز عمدا.